# Szalet

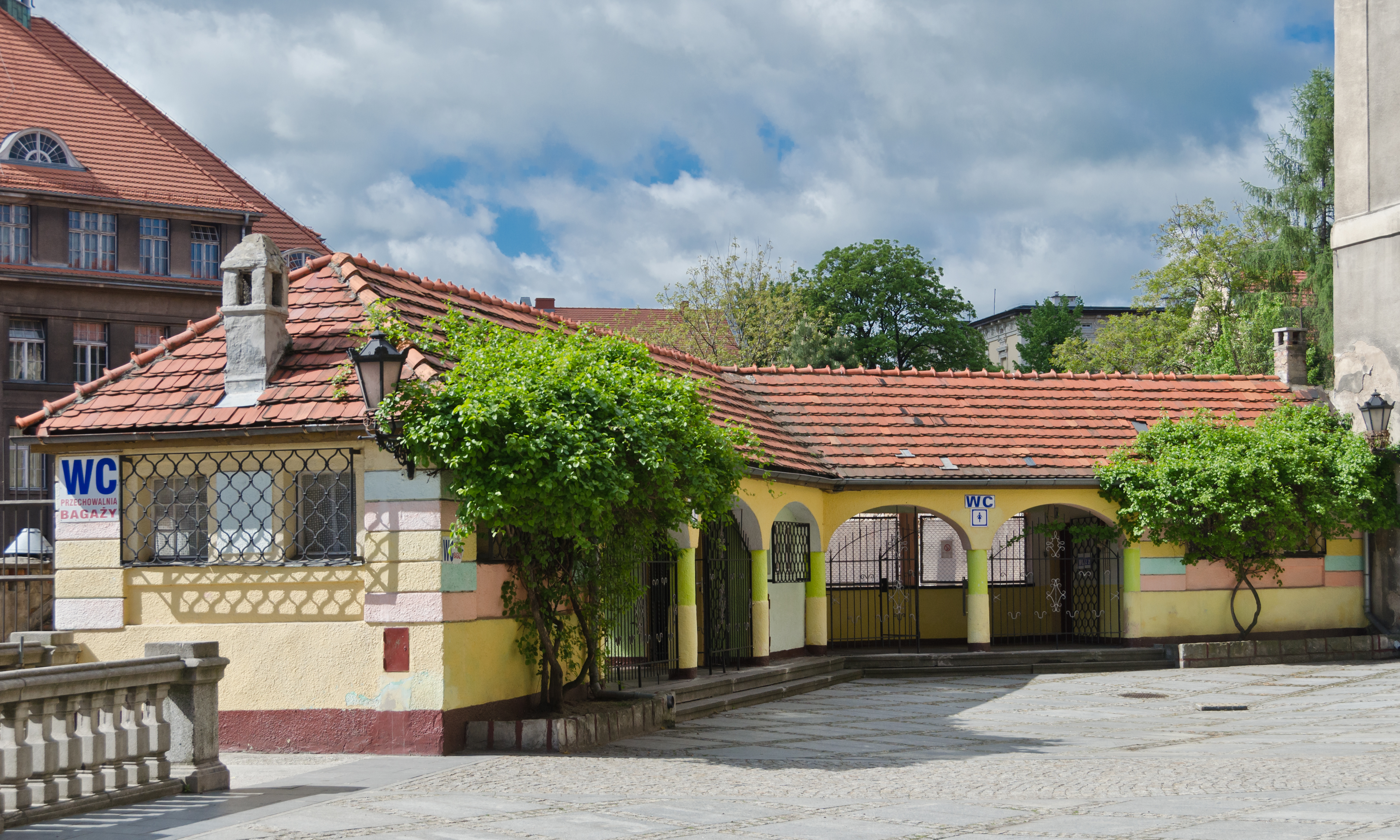
Szalet w Kłodzku

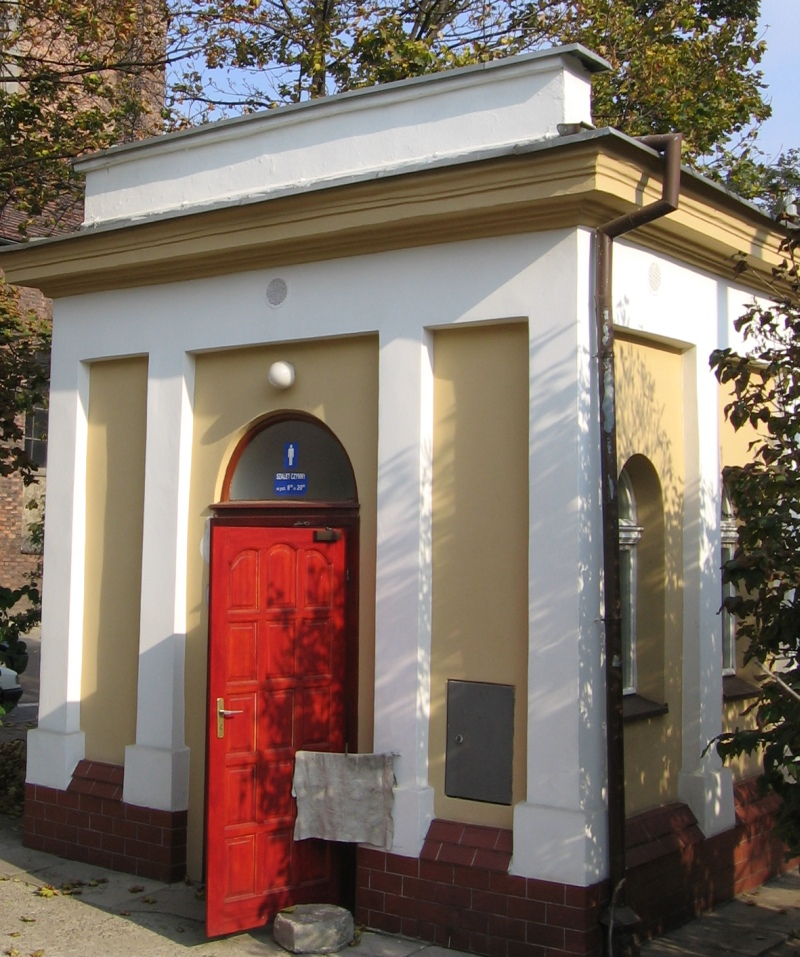
Szalet we Wrocławiu

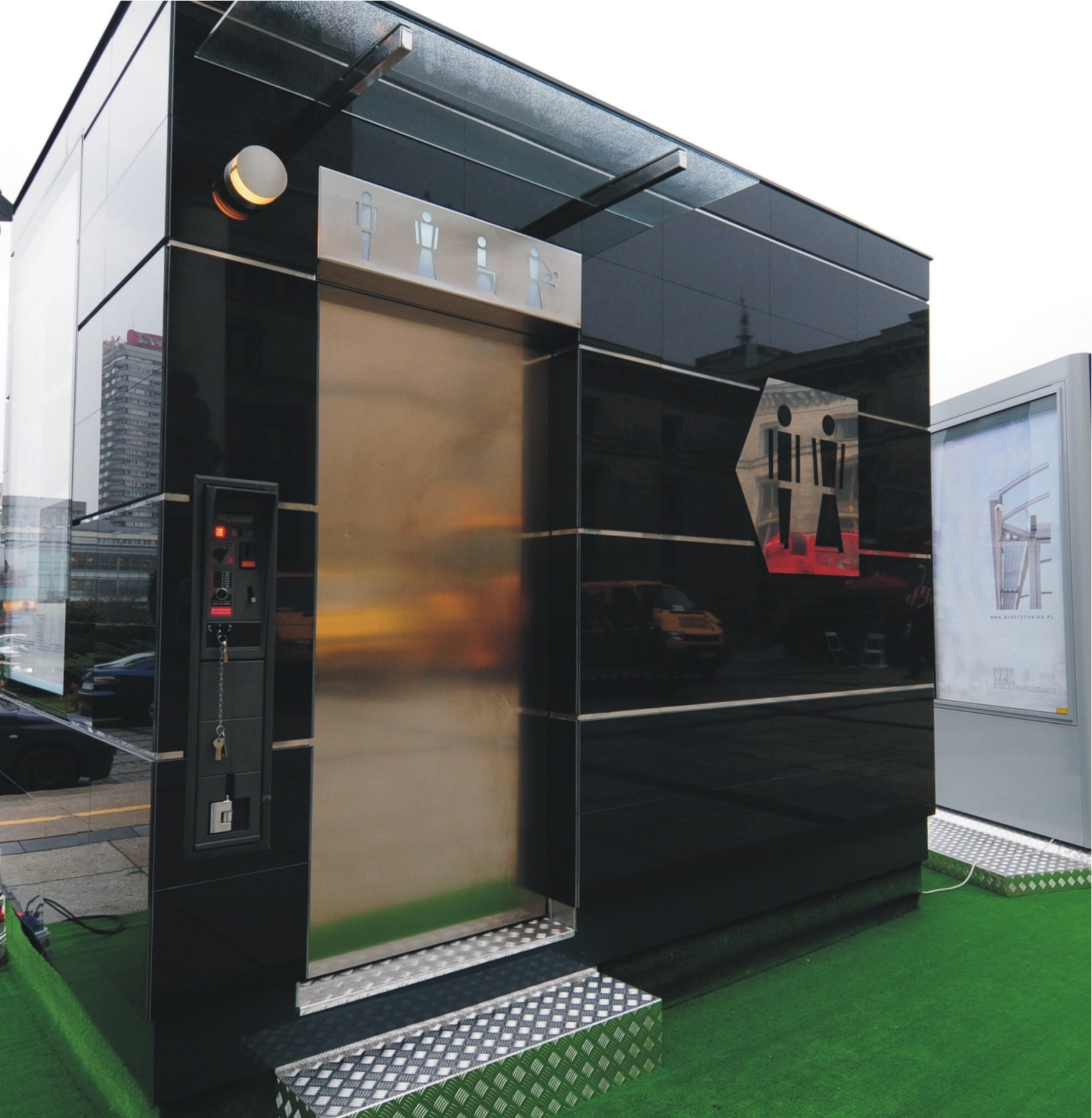
Automatyczna toaleta publiczna

Szalet, szalet miejski – rodzaj publicznej ubikacji, spotykany w miastach.

## Opis
Szalet może być wolnostojącym budynkiem, może znajdować się w innym budynku, może także być wybudowany pod powierzchnią ziemi.
Wyrazem szalet nie określa się publicznych ubikacji, będących dodatkowym wyposażeniem miejsc publicznych — restauracji, kin itp.
Zazwyczaj za korzystanie z szaletu pobierana jest niewielka opłata, czasem przy pomocy automatów wrzutowych na monety. Zazwyczaj w części szaletu przeznaczonej dla mężczyzn znajdują się pisuary.
Od początku lat 90. wykorzystanie szaletów miejskich w Polsce zaczęło systematycznie spadać, czego skutkiem duża ich część została zamknięta. W kolejnych latach nieczynne pomieszczenia często przystosowywane były do zupełnie innego, nieprzewidzianego przez budowniczych celu.
W Warszawie powstało w ten sposób np. wiele barów, które mieszczą się obecnie w dawnych podziemnych szaletach miejskich. Przykładem może być pub na placu Narutowicza i bar wietnamski na skrzyżowaniu ulic Koszykowej i Noakowskiego.
W Poznaniu aby uniknąć wyburzeń i zachować te dość unikalne dzisiaj budowle, wszystkie szalety miejskie wybudowane przed II wojną światową wpisano do rejestru zabytków.